# Métro de Qingdao
Le Métro de Qingdao (en chinois : 青島地鐵) est le système de transport en commun lourd de la ville de Qingdao, dans la province du Shandong, en République populaire de Chine. Le réseau dont le développement a démarré tardivement (première ligne inaugurée en 2015) comprend début 2023 sept lignes totalisant 315 kilomètres de voies et 156 stations. Des portions importantes de deux de ces lignes sont situées dans la grande banlieue de cette métropole de plus de 6 millions d'habitants. Le réseau est en rapide expansion.

## Histoire
La construction de la première ligne (ligne 3) débute le 30 novembre 2009. Elle entre en service le 16 décembre 2015.

## Réseau
Le réseau du métro de Qingdao comprend début 2023 sept lignes dont trois sont en grande partie des lignes de banlieue circulant en surface. Sa longueur totale est de 284 kilomètres de voies et il comprend 138 stations. L'alimentation électrique se fait pour toutes les lignes par troisième rail.

## Carte

### Liste des lignes
| Ligne | Terminus (District)          | Terminus (District)             | Inauguration | Dernière Extension | Longueur km | Stations |
| ----- | ---------------------------- | ------------------------------- | ------------ | ------------------ | ----------- | -------- |
|       | Wangjiagang(Huangdao)        | Dongguozhuang(Chengyang)        | 2020         | 2021               | 59,397      | 41       |
|       | Rue Taishan(Shibei)          | Parc Licun (Licang)             | 2017         | 2024               | 28,229      | 25       |
|       | Gare de Qingdao (Shinan)     | Gare de Qingdao nord (Licang)   | 2015         | 2016               | 24,472      | 22       |
|       | Maison du peuple (Shinan)    | Dahedong (Laoshan)              | 2022         | —                  | 30,213      | 25       |
|       | Baie de Lingshan             | Rue Hengyunshan                 | 2024         |                    | 30,063      | 21       |
|       | Rue Xingguo                  | Dongguozhuang                   | 2020         |                    |             | 12       |
|       | Gare de Qingdao-Nord(Licang) | Gare de Jiaozhou-Nord(Jiaozhou) | 2020         | —                  | 46,602      | 11       |
|       | Rue Miaoling (Laoshan)       | Montagne Qiangu (Jimo)          | 2018         | —                  | 57,686      | 22       |
|       | Jialingjiang ouest(Huangdao) | Gare de Dongjiakou (Huangdao)   | 2018         | 2023               | 69,645      | 23       |

Note : La ligne 7 est actuellement opérée comme étant un prolongement de la ligne 1.

### Ligne 2

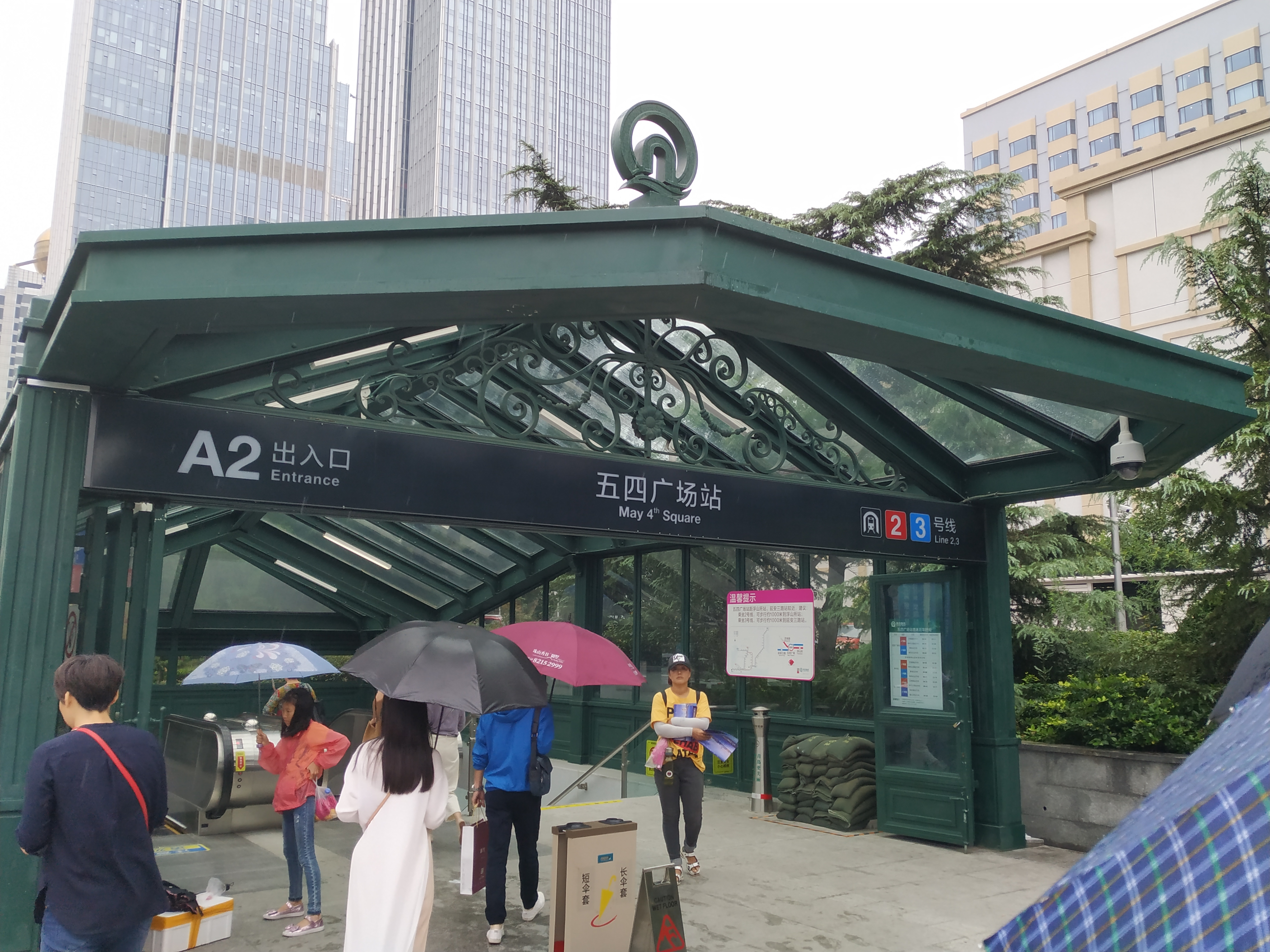
Entrée de la station du 4 mai.

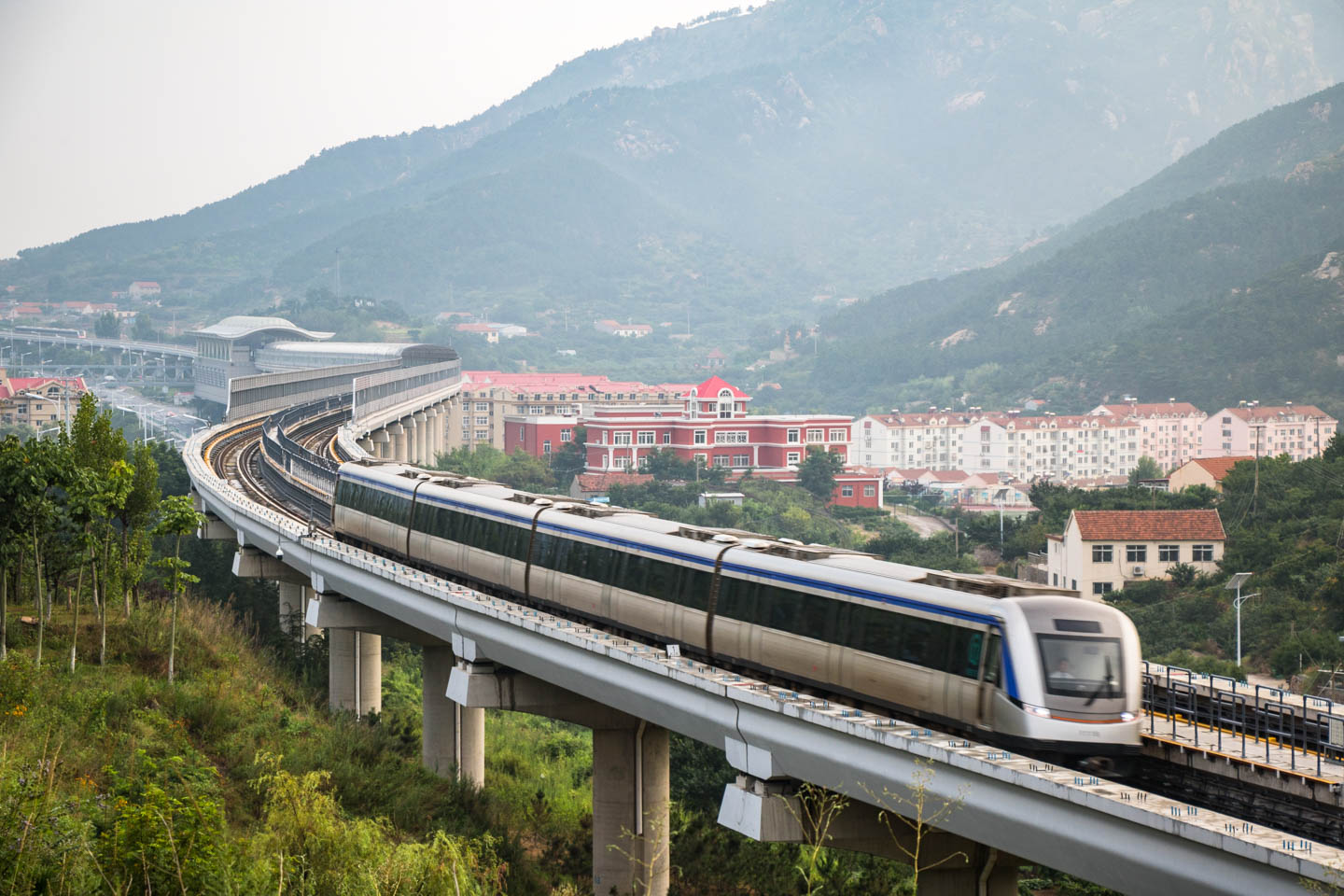
Rame circulant en viaduc sur la ligne 11.

La ligne 2 inaugurée fin 2017 est longue de 20,3 kilomètres et comprend 18 stations qui sont toutes souterraines. Il traverse d'ouest en est le nouveau centre commercial de la ville situé à l'est de la vieille ville non loin de la côte avant de tourner au nord ouest et de traverser les banlieues est jusqu'à Licun Park. Les rames circulent de 6 à 22 heures avec une fréquence de 5 minutes en heures de pointe et de 7 à 8 minutes aux heures creuses. Les stations comportent un quai unique qui dessert les deux directions. Des façades de quai bloquent l'accès aux voies tant que la rame n'est pas entrée en station. La ligne comporte deux stations de correspondance avec la ligne 2 à Wusiguangchang et Licun et une station de correspondance avec la ligne 11 à la station route de Miaoling. La ligne est desservie par des rames à 6 voitures de type CRRC B.

### Ligne 3
La ligne 3 est la première ligne du réseau qui a été inaugurée le 16 décembre 2015 avant d'être prolongée en 2016. Longue de 24,7 kilomètres et comportant 22 stations elle relie la gare de Qingdao-Nord à la gare de Quingdao en prenant une route plus directe que la ligne 2. La ligne, qui est la plus fréquentée du réseau, dessert le centre-ville puis se dirige vers Licun en passant sous la route de Nankin avant de partir vers l'ouest et d'atteindre la gare de Quingdaobei dédiée aux trains à grande vitesse. La ligne est souterraine et présente les mêmes caractéristiques que la ligne 2 (matériel roulant, organisation des stations, horaires et fréquences).

### Ligne 11
La ligne 11 longue de 54,4 kilomètres et comportant 23 stations est une ligne de banlieue dont une des extrémités se prolonge jusqu'au centre-ville. Seuls 9 à 10 kilomètres de la ligne sont en ville dont 4,6 kilomètres en souterrain (4 stations). Ensuite la ligne emprunte un viaduc avant de se faufiler entre les collines vers le nord-est en longeant l'autoroute de Binhai. Elle traverse une région semi-rurales dans laquelle sont éparpillées différents établissement industriels, universitaires et des centres d'exposition. La distance entre les stations peut atteindre 5 à 6 kilomètres. Le terminus en ville est la station Route de Miaoling. La ligne est desservie par des rames de 4 voitures de type CRRC B.

### Ligne 13
La ligne 13 est située de l'autre côté de la baie de Qingdao et est séparée du centre-ville par celle-ci. Elle n'est pas connectée au reste du réseau : elle le sera lorsque la ligne 1, en cours de construction, entrera en service. La ligne 13 est en fait une ligne de banlieue qui dessert Huangdao et une zone en cours d'aménagement le long de la côte jusqu'à la gare de Dongjiakou. La ligne est longue de 66,7 kilomètres et comprend 21 stations. Depuis son terminus nord à Jinggangshan, elle circule en souterrain avant d'émerger à la surface. Elle est desservie par des rames à quatre voitures de type CRRC B. Les rames se succèdent toutes les huit minutes et la ligne complète est parcourue en 1 heure.

Le métro de Quingdao
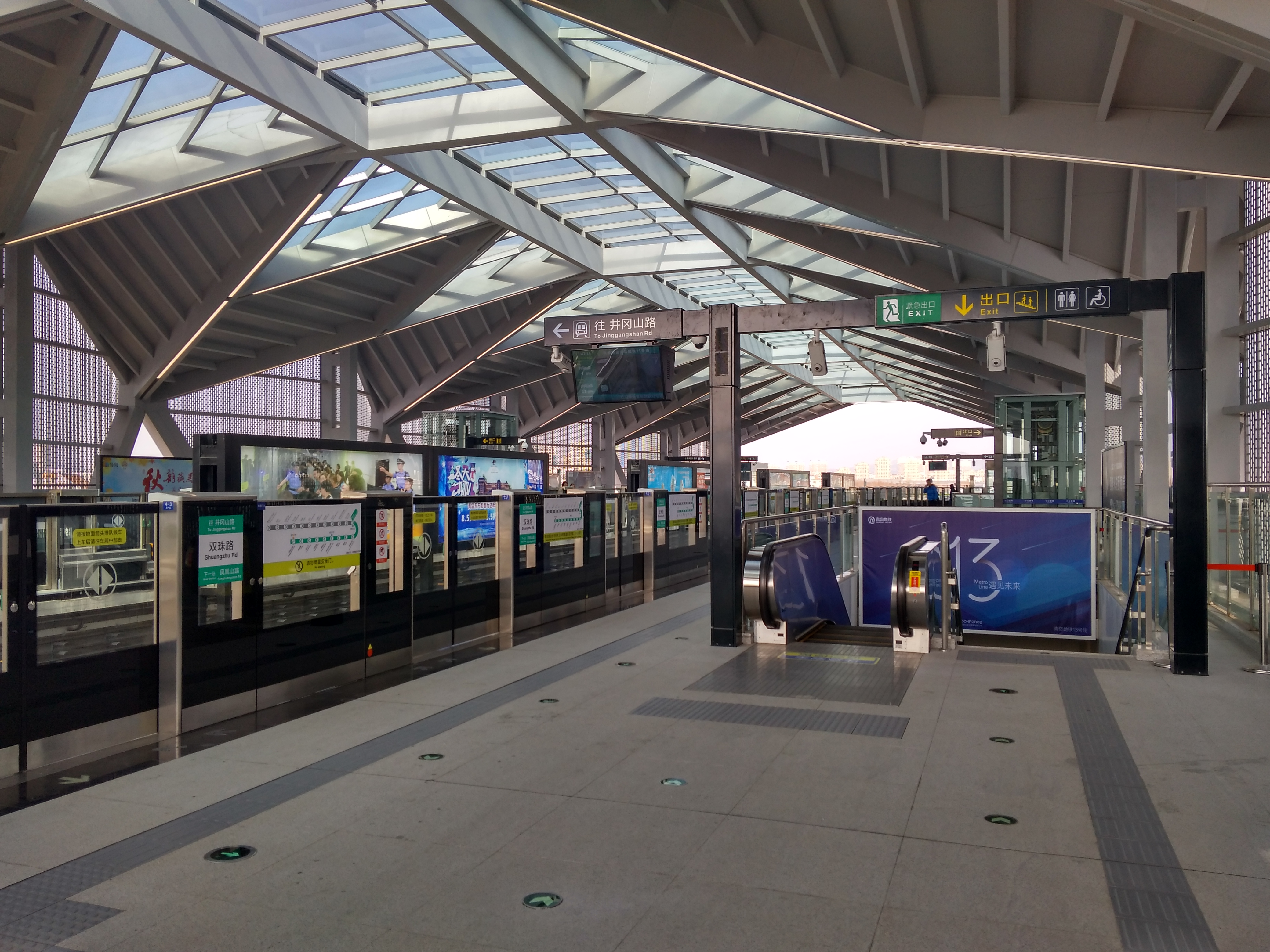
Station Route de Shuangzhu sur la ligne 13
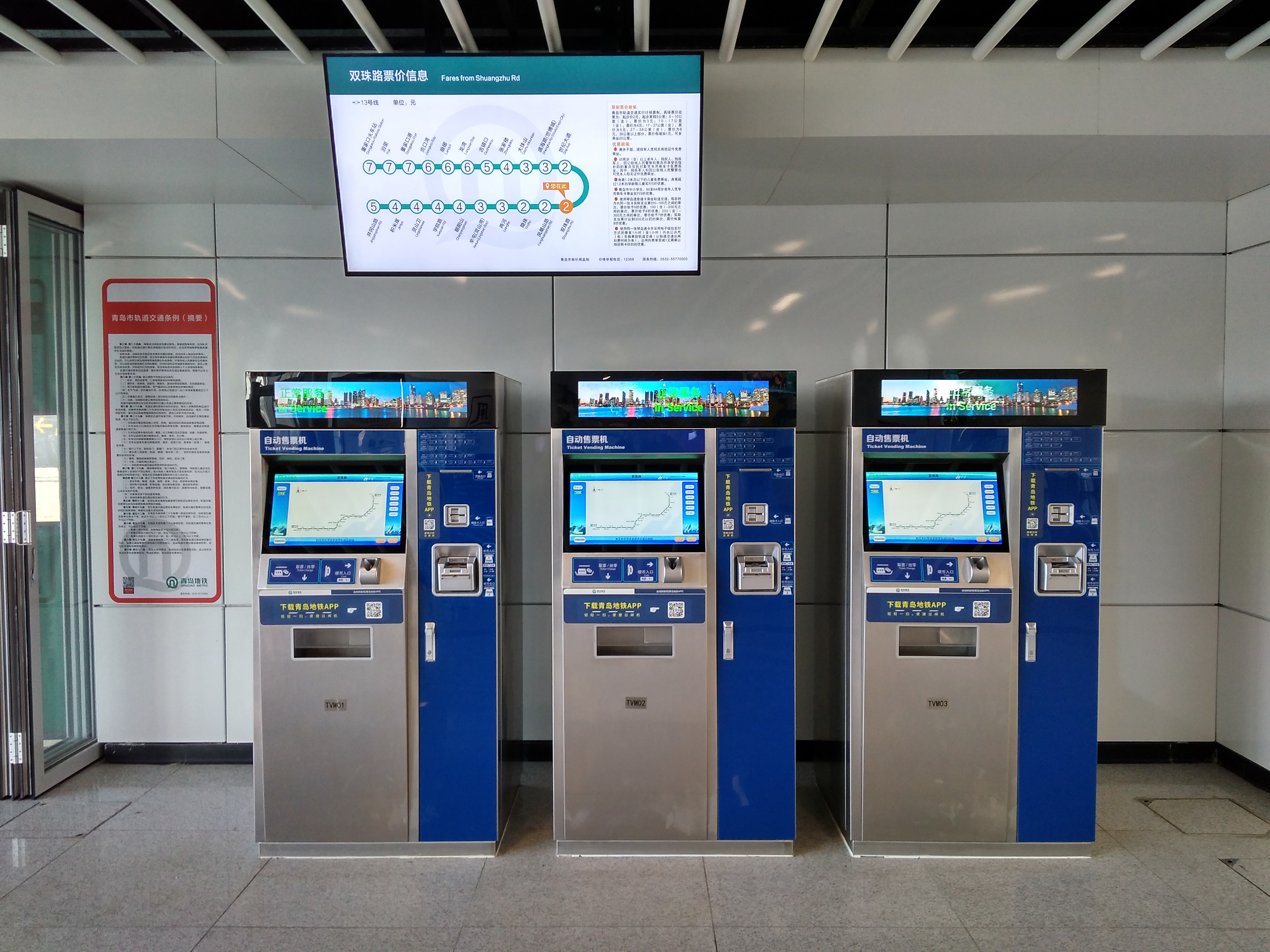
Distributeurs de ticket
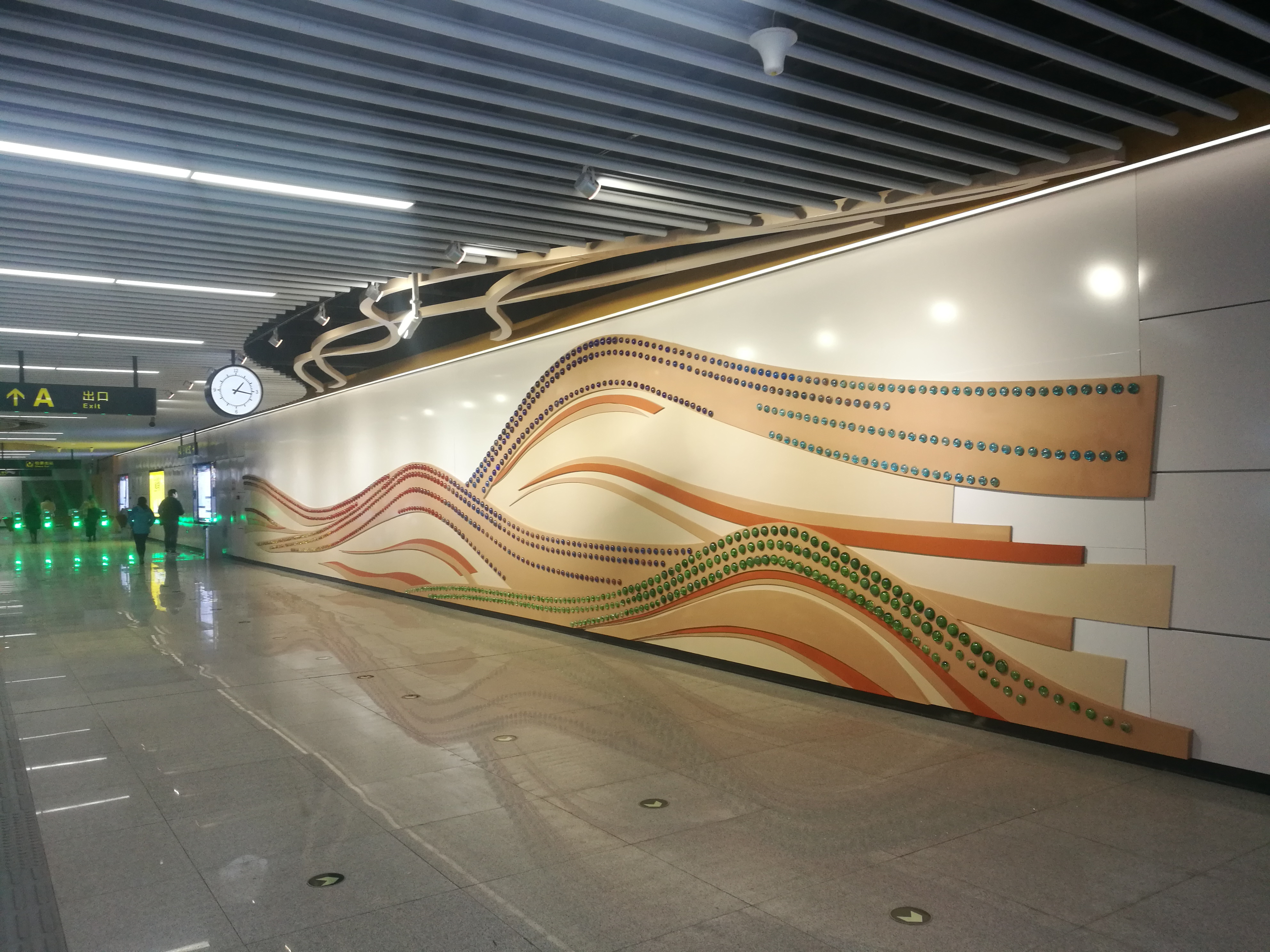
Panneau mural à la station Fushansuo sur la ligne 2

## Extensions en cours de construction

Projets d'extension en cours ou prévues.

Début 2022 deux nouvelles lignes et une extension de ligne sont en cours de construction. La construction de plusieurs autres lignes est prévue mais n'est pas entamée.
| Line | Terminaux        | Terminaux              | Longueur (km) | Stations | Début de la construction | Date ouverture prévue | Dernière extension | Statut                               |
| ---- | ---------------- | ---------------------- | ------------- | -------- | ------------------------ | --------------------- | ------------------ | ------------------------------------ |
| 2    | Route de Taishan | Lundu (Terminal ferry) | 3,84          | 3        | 2019                     | N/A                   | N/A                | En cours de construction             |
| 6    | Route de Xintun  | Parc écologique        | 30            | 21       | 2019                     |                       |                    | En cours de construction (Section I) |